# 岩崎栄
岩崎 栄（いわさき さかえ、1891年6月29日 - 1973年3月5日）は、日本の作家。

## 生涯
岡山県児島郡琴浦町（現・倉敷市）に農家の次男として生まれる。岡山商業学校（現岡山県立岡山東商業高等学校）卒。
郷里の商工学校で教えたりしたが上京し、早稲田大学予科および明治大学中退。帰郷し、岡山新聞、大阪時事新報支局の記者をしたのち1920年大阪毎日新聞に入社、28年東京日日新聞社会部に転じ、社会部副部長を務め39年に退社。
1934年8月、佐山栄太郎の筆名で『改造』に発表した「天保忠臣蔵」が35年片岡千恵蔵によって映画化された。
はじめ政治家伝などを書き、戦後はエロティック歴史小説を書いた。原作映画として『徳川女系図』がある。

## 著書
- 『戦ひのあと 附・事変日誌』東京日日新聞社 1932
- 『広田弘毅伝』新潮社 1936
- 『平沼騏一郎伝』偕成社 1939
- 『岸田吟香』新興亜社 1941
- 『万歳』泉書房 1944
- 『山岡鉄舟』開成館 1945
- 『恋愛と結婚の門』信友社 1949
- 『アナタハン』タイムズ出版社 1953
- 『情炎の千代田城』住吉書店, 1956
- 『OK人生』光風社 1957
- 『喧嘩中納言』光風社 1957
- 『競艶よろめき御殿』同光社出版 1958
- 『好色城』同光社出版 1958
- 『喧嘩獅子』同光社出版 1958
- 『徳川家康婦系図』芸文社(芸文新書) 1965
- 『徳川女系図 家康 戦乱の巻』徳間書店 1965
- 『徳川女系図 秀忠・家光 花嵐の巻』徳間書店 1965 のち文庫（以下同）
- 『徳川女系図 家綱・綱吉 乱れ蝶の巻』徳間書店 1965
- 『徳川女系図 家宣 妖炎の巻』徳間書店 1966
- 『徳川女系図 家継 草萠えの巻』徳間書店 1966
- 『徳川女系図 吉宗 春宵の巻』徳間書店 1966
- 『徳川女系図 吉宗 狂い花の巻』徳間書店 1966
- 『徳川女系図 家重 紅裾の巻』徳間書店 1966
- 『徳川女系図 家重 濡れ牡丹の巻』徳間書店 1966
- 『徳川女系図 家治 むら雲の巻』徳間書店 1966
- 『徳川女系図 家治 流れ星の巻』徳間書店 1966
- 『徳川女系図 家斉 十六夜の巻』徳間書店 1966
- 『徳川女系図 家斉 ひぐらしの巻』徳間書店 1966
- 『徳川女系図 家斉 忍ぶ夜の巻』徳間書店 1966
- 『徳川女系図 家斉 肌恋いの巻』徳間書店 1966
- 『徳川女系図 家慶 春想の巻』徳間書店 1967
- 『徳川女系図 家慶 残り香の巻』徳間書店 1967
- 『徳川女系図 家慶 すすり泣きの巻』徳間書店 1967
- 『徳川女系図 家定 激情の巻』徳間書店 1967
- 『徳川女系図 幕末 情炎の巻』徳間書店 1967
- 『徳川女系図 慶喜 大奥落日の巻』徳間書店 1968
- 『徳川大奥秘帖』日本文華社(文華新書) 1968

## 映画化作品
- 1934 天保忠臣蔵 千恵プロ 稲垣浩監督
- 1937 江戸の白鷺 P.C.L.
- 1937 進軍の歌 松竹 佐々木康監督 佐分利信、川崎弘子
- 1937 恩讐巡礼歌 日活
- 1968 徳川女系図 東映 石井輝男監督